# Barra de São Francisco
Barra de São Francisco là một đô thị thuộc bang Espírito Santo, Brasil. Đô thị này có diện tích 933,747 km², dân số năm 2007 là 35419 người, mật độ 37,93 người/km².